# G DATA Software

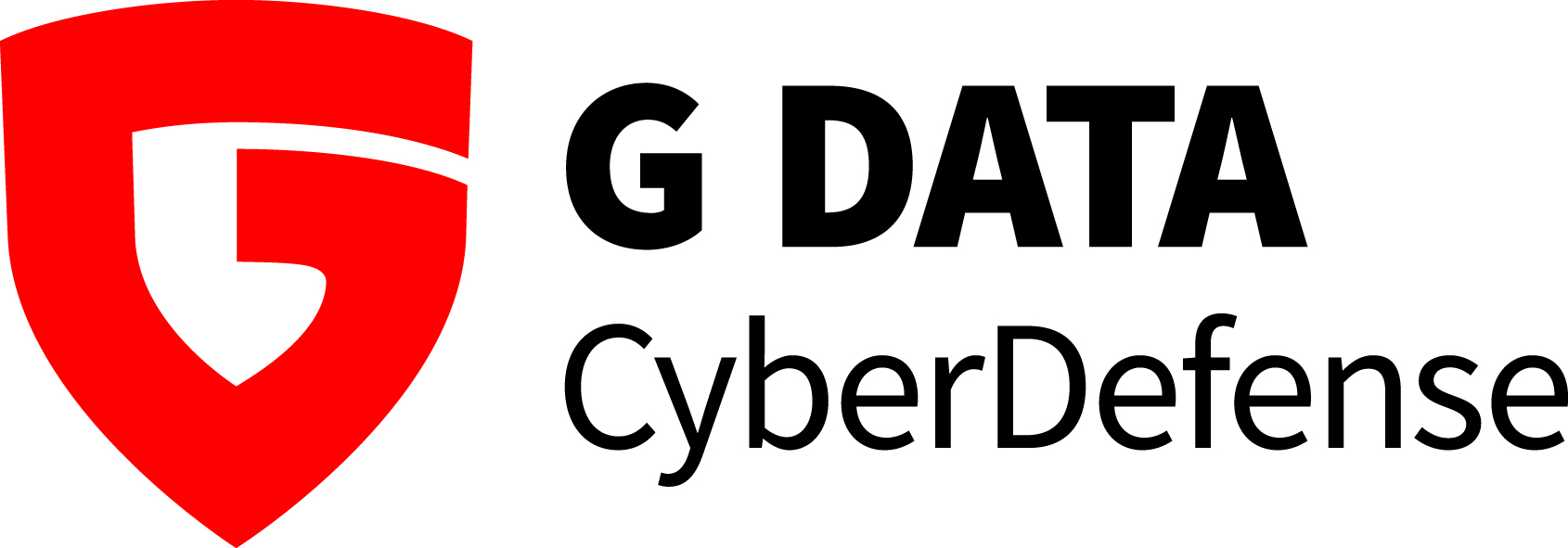
Företagslogotyp

G DATA CyberDefense är ett datasäkerhetsföretag grundat 1985 i Tyskland som erbjuder antivirus, antispyware, skräppostfilter och andra produkter mot dataintrång. De har sitt säte i Bochum, Tyskland och har ungefär 120 anställda i sju länder. G Data utvecklade världens första kommersiella antivirusprogram 1987.
Över fem miljoner exemplar av deras produkter har levererats.